# Wladimir Tchertkoff

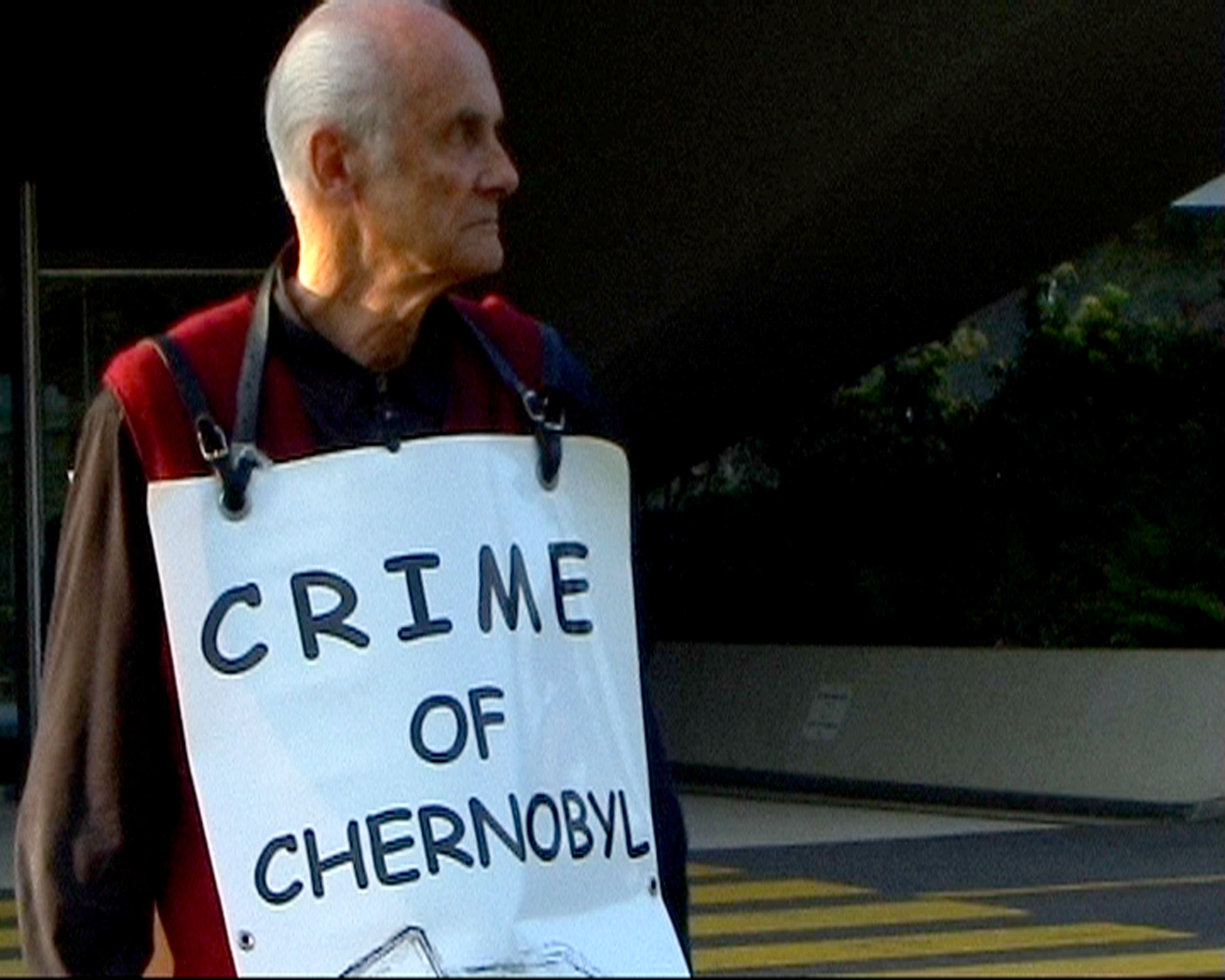
Wladimir Tchertkoff devant l'OMS pour demander l'amendement de l'accord OMS-AIEA, 26 avril 2007

Wladimir Tchertkoff (né en Serbie en 1935, décédé en avril 2023) est un journaliste de nationalités italienne et suisse qui a réalisé plus de 70 films documentaires sur des thèmes politiques et sociaux, s'intéressant particulièrement aux relations de pouvoir. Ces derniers documentaires concernent la catastrophe de Tchernobyl et les dangers liés à l'énergie nucléaire.

## Itinéraire
Wladimir Tchertkoff est né en Serbie dans une famille d'origine russe. Il étudie à Paris, puis s'installe en Italie au début des années 1960. Il travaille pendant une trentaine d'années comme journaliste pour la télévision italienne (RAI) et pour la télévision de la Suisse italienne (TSI).
Il est également secrétaire de l'association Les Enfants de Tchernobyl Belarus.

## Œuvres
Dans La spinta dell'autunno (La lancée de l'automne), il présente les évènements de l'automne chaud italien de 1969. Les cinq épisodes ont créé un tel conflit politique que la RAI a par la suite détruit le matériel filmé (environ 100 000 mètres de pellicule sonorisée).
Il réalise en 2003 avec Emanuela Andreoli Le Sacrifice, un film documentaire sur les liquidateurs de la centrale de Tchernobyl. Ce film a reçu de la région Île-de-France le prix du meilleur documentaire scientifique et d'environnement en novembre 2004. Il a également reçu le prix du meilleur documentaire du Festival du Film scientifique d'Oullins.

### Filmographie
- Le Sacrifice (voir en ligne) d'Emanuela Andreoli et Wladimir Tchertkoff, Suisse, 2003, 26 min. Documentaire primé au Festival du film scientifique d’Oullins et en novembre 2004 par la région Île-de-France dans le cadre du Festival du film d'environnement.
- Controverses nucléaires (voir en ligne). Documentaire de 51 minutes, 2003.
- Youri et Galina Bandajesky, 2000.
- Le Piège atomique (voir en ligne). Documentaire de 47 minutes, 1998.
- Nous de Chernobyl, 1991
- Napoli[5] [Naples], 1974
- (it) Morte sul lavoro (Mort au travail), 1974. Premier prix du Festival des courts métrages de Moscou[4].
- (it) La spinta dell'autunno (La lancée de l'automne)